# العلاقات الأوزبكستانية الصينية
العلاقات الأوزبكستانية الصينية هي العلاقات الثنائية التي تجمع بين أوزبكستان والصين.

## مقارنة بين البلدين
هذه مقارنة عامة ومرجعية للدولتين:
| وجه المقارنة                                              | أوزبكستان       | الصين                    |
| --------------------------------------------------------- | --------------- | ------------------------ |
| المساحة (كم2)                                             | 448.98 ألف      | 9.60 مليون               |
| عدد السكان (نسمة)                                         | 32.39 مليون     | 1.33 مليار               |
| الكثافة السكانية (ن./كم²)                                 | 72.14           | 138.54                   |
| العاصمة                                                   | طشقند           | بكين                     |
| اللغة الرسمية                                             | اللغة الأوزبكية | اللغة الصينية القياسية   |
| العملة                                                    | سوم أوزبكستاني  | رنمينبي                  |
| الناتج المحلي الإجمالي (بليون دولار)                      | 48.72 مليار     | 12.24 تريليون            |
| الناتج المحلي الإجمالي (تعادل القوة الشرائية) بليون دولار | 190.50 مليار    | 19.82 تريليون            |
| الناتج المحلي الإجمالي الاسمي للفرد دولار أمريكي          | 2.13 ألف        | 8.03 ألف                 |
| الناتج المحلي الإجمالي للفرد دولار أمريكي                 | 5.57 ألف        | 13.21 ألف                |
| مؤشر التنمية البشرية                                      | 0.675           | 0.728                    |
| رمز المكالمات الدولي                                      | +998            | +86                      |
| رمز الإنترنت                                              | .uz             | .cn، .中国 ‏، .中國 ‏      |
| المنطقة الزمنية                                           | ت ع م+05:00     | توقيت الصين، ت ع م+08:00 |

## مدن متوأمة
في ما يلي قائمة باتفاقيات التوأمة بين مدن أوزبكستانية وصينية:
- ترتبط سمرقند مع شيان باتفاقية توأمة منذ 4 أغسطس 1986.
- ترتبط طشقند مع شانغهاي باتفاقية توأمة منذ 30 أبريل 1993.

## منظمات دولية مشتركة
يشترك البلدان في عضوية مجموعة من المنظمات الدولية، منها:
| علم المنظمة | اسم المنظمة                               | تاريخ انضمام أوزبكستان | تاريخ انضمام الصين |
| ----------- | ----------------------------------------- | ---------------------- | ------------------ |
|             | وكالة ضمان الاستثمار متعدد الأطراف        | 4 نوفمبر 1993          | 30 أبريل 1988      |
|             | منظمة الشرطة الجنائية الدولية             | ?                      | ?                  |
|             | منظمة حظر الأسلحة الكيميائية              | ?                      | ?                  |
|             | الفريق المعني برصد الأرض                  | ?                      | ?                  |
|             | الأمم المتحدة                             | 2 مارس 1992            | 25 أكتوبر 1971     |
|             | منظمة شانغهاي للتعاون                     | 15 يونيو 2001          | 26 أبريل 1996      |
|             | مؤسسة التمويل الدولية                     | 30 سبتمبر 1993         | 15 يناير 1969      |
|             | يونسكو                                    | 26 أكتوبر 1993         | 4 نوفمبر 1946      |
|             | مؤسسة التنمية الدولية                     | 24 سبتمبر 1992         | 24 سبتمبر 1960     |
|             | بنك التنمية الآسيوي                       | 1995                   | 1986               |
|             | البنك الدولي للإنشاء والتعمير             | 21 سبتمبر 1992         | 27 ديسمبر 1945     |
|             | المركز الدولي لتسوية المنازعات الاستشارية | 25 أغسطس 1995          | 6 فبراير 1993      |
|             | الاتحاد البريدي العالمي                   | ?                      | ?                  |
|             | الاتحاد الدولي للاتصالات                  | 10 يوليو 1992          | 1 سبتمبر 1920      |

## وصلات خارجية
- موقع وزارة الخارجية الأوزبكستانية
- موقع وزارة الخارجية الصينية